# Laelia cervina
Laelia cervina är en fjärilsart som beskrevs av Walker 1855. Laelia cervina ingår i släktet Laelia och familjen tofsspinnare. Inga underarter finns listade i Catalogue of Life.